# Lachesis stenophrys
Lachesis stenophrys är en ormart som beskrevs av Cope 1876. Lachesis stenophrys ingår i släktet hålormar och familjen huggormar. Inga underarter finns listade i Catalogue of Life.
Ormen förekommer i Nicaragua, Costa Rica och Panama.